# Laurus nobilis
El laurel (Laurus nobilis) es una especie de planta perenne de la familia de las lauráceas originaria de la región del mar Mediterráneo y de la mitad norte de la costa atlántica de la península ibérica. Sus hojas son utilizadas con fines medicinales y en la cocina.

## Descripción
El laurel común es un árbol dioico perennifolio de 5-10 m de altura, de tronco recto con la corteza gris y la copa densa, oscura, con hojas azuladas, alternas, lanceoladas u oblongo-lanceoladas, de consistencia algo coriácea, aromáticas, con el borde en ocasiones algo ondulado. Tienen ápice agudo y base atenuada. Miden unos 3-9 cm de longitud y poseen corto peciolo. El haz es de color verde oscuro lustroso, mientras que el envés es más pálido. Las flores están dispuestas en umbelas sésiles de 4-6 flores amarillentas de 4 pétalos que aparecen en marzo-abril y que están envueltas antes de abrirse en un involucro subgloboso. Las masculinas tienen  8-12 estambres de cerca de 3 mm, casi todos provistos de 2 nectarios opuestos, subaxilares y gineceo rudimentario. Las femeninas con 2-4 estaminodios apendiculados y ovario subsésil con estilo corto y grueso y estigma trígono. El fruto es una baya, ovoide, de 10-15 mm, negra en la madurez, suavemente acuminada con pericarpo delgado. Tiene semilla única de 9 por 6,5 mm, lisa. Madura a principios de otoño.

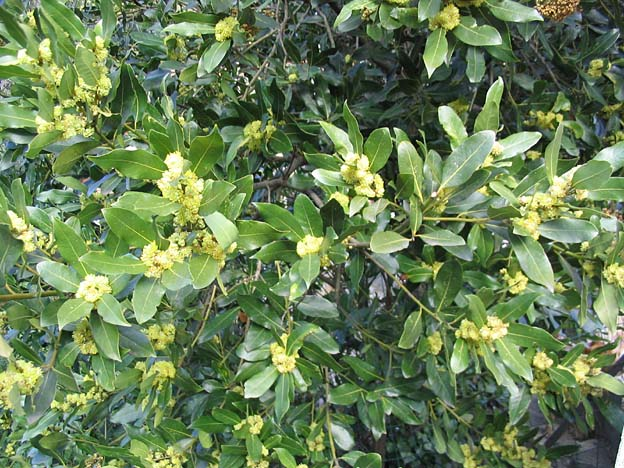
Laurel en flor
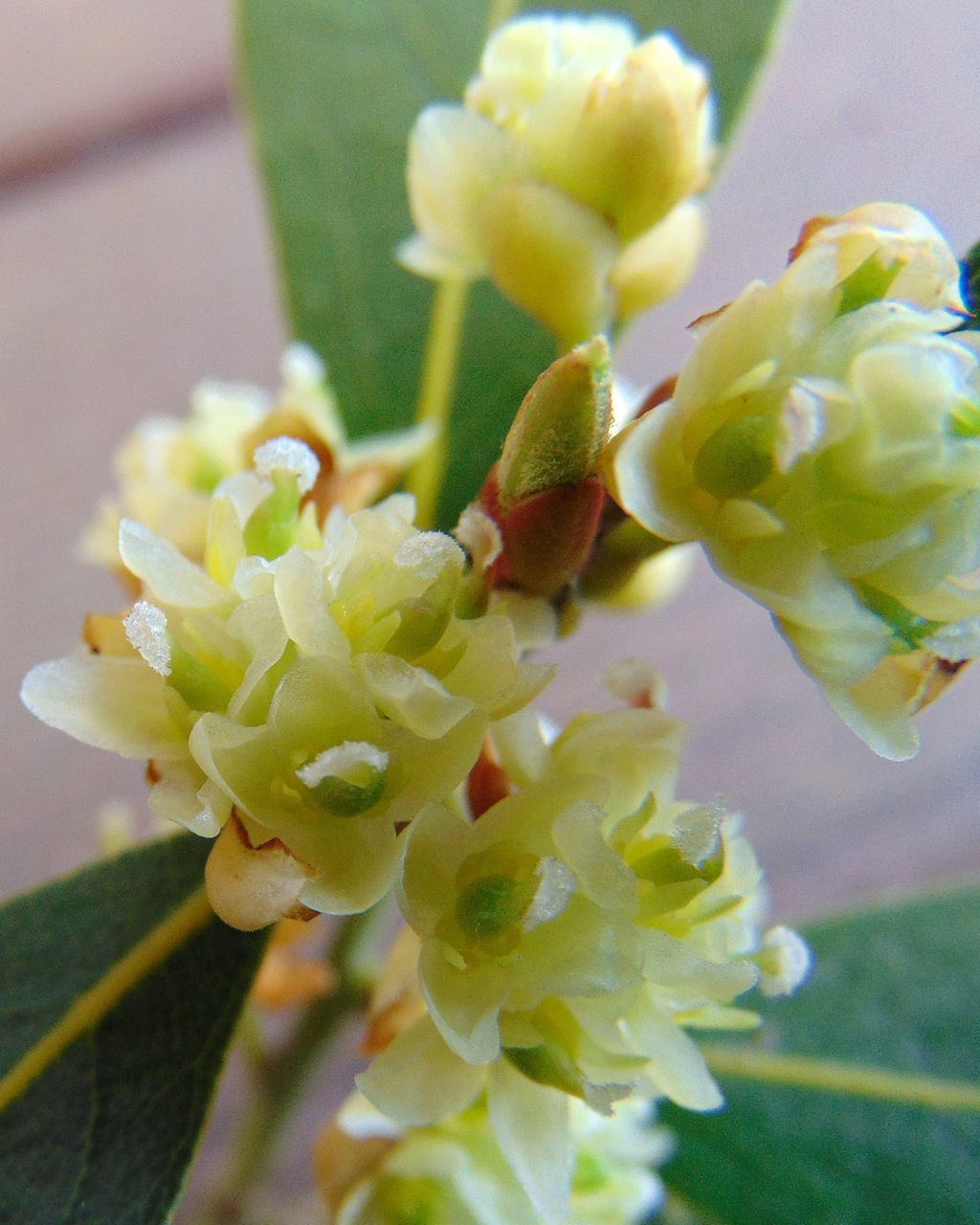
Flores femeninas
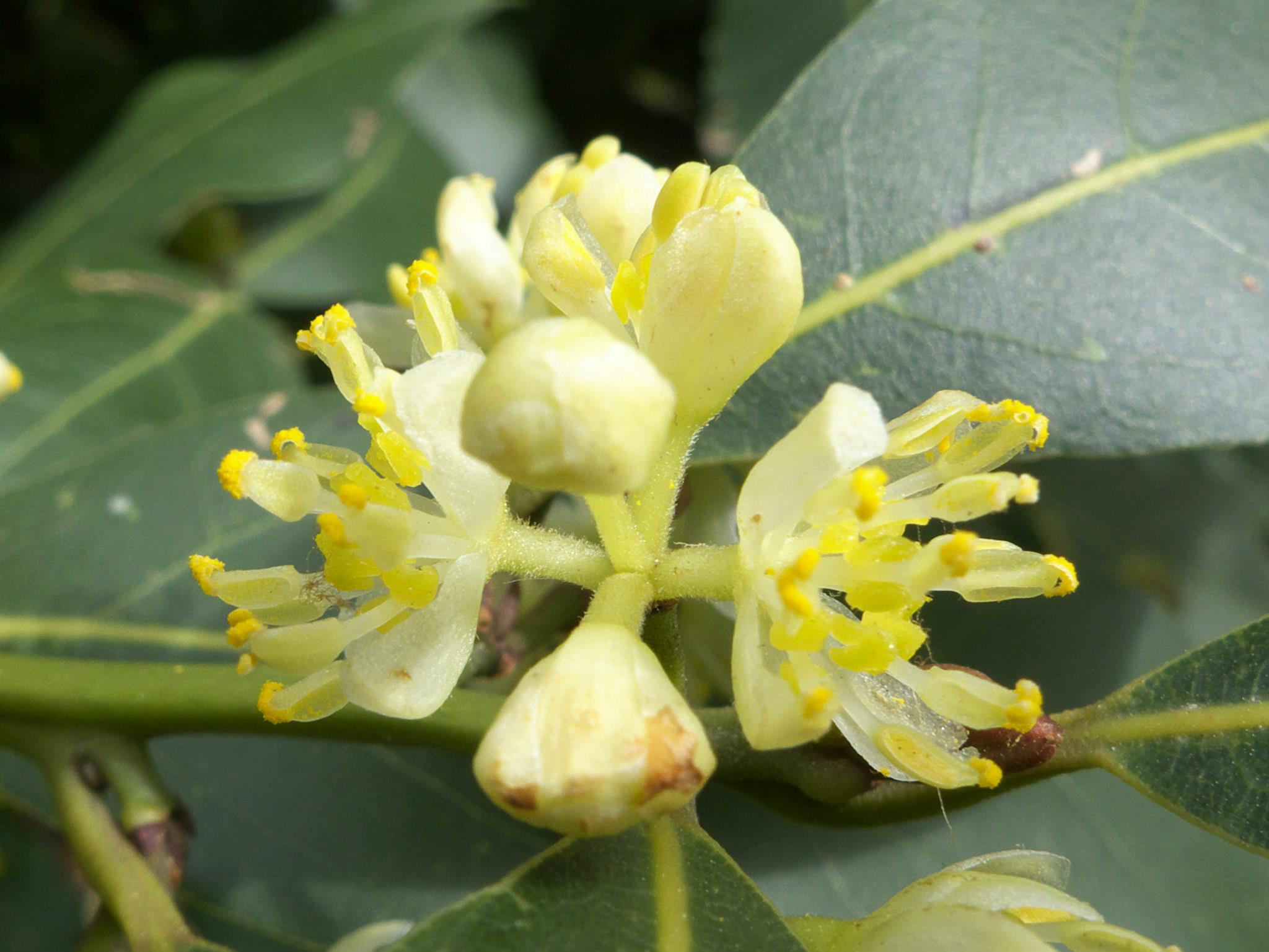
Flores masculinas
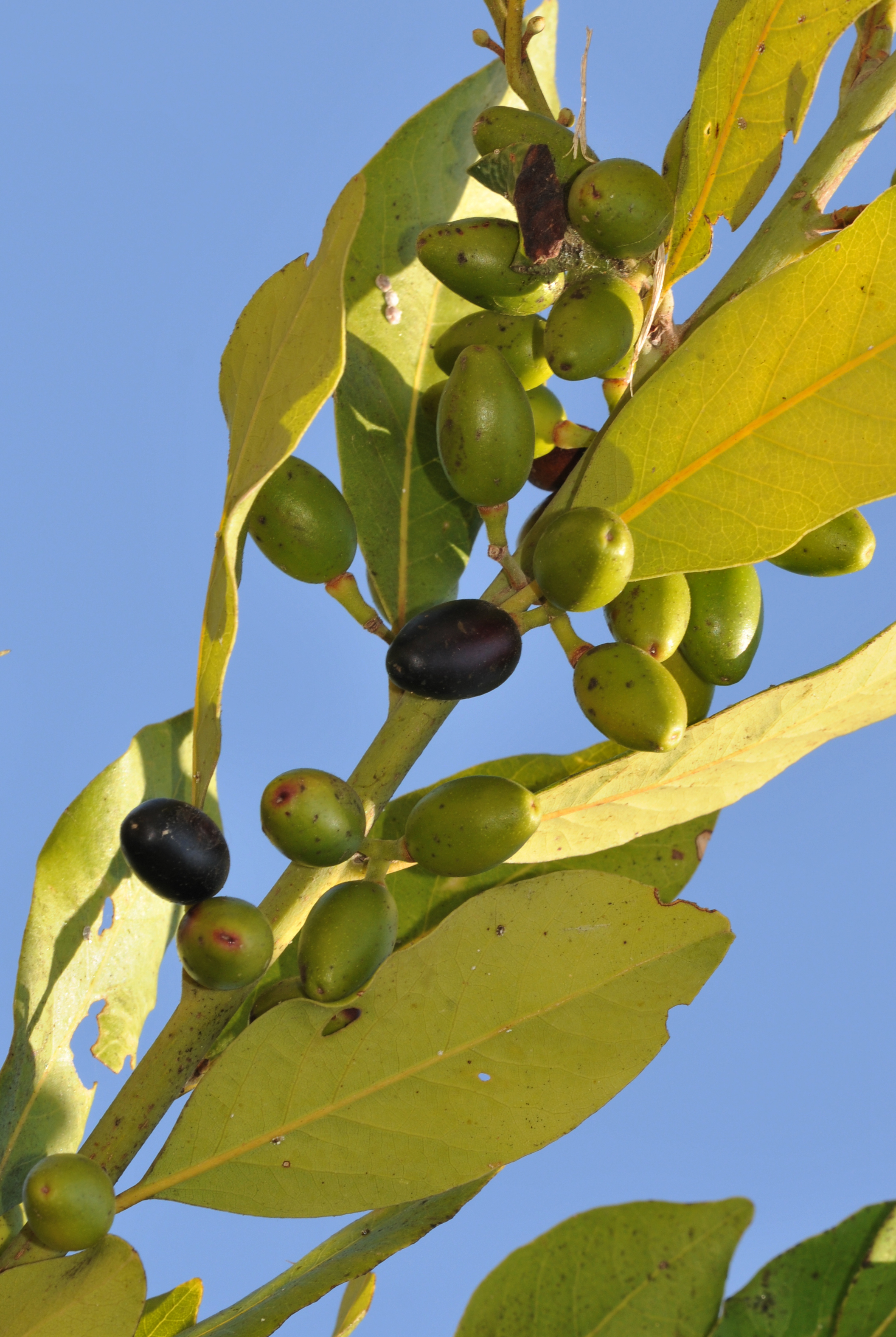
Frutos inmaduros (verdes) y maduros (negros) in situ

## Cultivo
Se puede propagar por semillas (propagación sexual) y por esquejes (propagación agámica, asexual, también llamada multiplicación), tanto de raíz como de tallo (estacas). La propagación sexual por semillas es algo lenta pero es la forma más corriente. La semilla debe recolectarse en zonas donde existan pies de los dos sexos. La tasa de germinación mejora con la escarificación mecánica, seguida por la estratificación húmeda fría durante 30 días. Cabe mencionar que la estratificación es un proceso por el cual se expone a semillas que presentan dormición a condiciones de imbibición y a bajas temperaturas durante un tiempo determinado como método para superar esa condición. En cuanto al uso de esquejes, se obtiene mejores resultados con las estacas semileñosas en el período de mayor crecimiento activo.
El laurel es planta poco exigente en suelos, aunque va mejor en aquellos sueltos y frescos. Soporta muy bien la poda y es sensible a parásitos que suelen poblarla, algunos de los más comunes son:
- Cochinillas son su principal enemigo (el 90 % de los laureles las portan). Sobre la melaza que secretan éstas, se asienta el hongo negrilla, que más que daño a la planta la afea mucho.
- Sila (Trioza alacris), una plaga que produce síntomas llamativos. Las hojas aparecen arrugadas como consecuencia de las picaduras de este pequeño insecto chupador. Es difícil ver al causante del mal puesto que no permanece estático en la hoja.
- Pulgones.

Fuera de las regiones de clima mediterráneo, es muy sensible a las heladas.

## Usos

### Uso culinario
Las hojas de laurel se usan como condimento en la gastronomía europea (particularmente en la cocina mediterránea), así como en toda América. En la región noroeste de México, se le conoce como «laurel de Castilla». Las mencionadas hojas se utilizan en sopas, guisos y estofados, así como en carnes, pescados, mariscos y vegetales, e incluso en postres como el arroz con leche. Se utilizan generalmente enteras (a veces como  bouquet garni), y retiradas antes de servir. También pueden ser trituradas o molidas antes de cocinar para darle un mejor gusto a la comida.
Respecto a sus frutos, las bayas aunque son utilizadas en menor frecuencia en la cocina, son perfectas como guarnición y para dar sabor a los asados; y en la región de Emilia Romagna, en Italia, las bayas se utilizan para preparar un licor conocido como Laurino.

### Uso medicinal
Como planta medicinal, el laurel es un tónico estomacal (estimulante del apetito, digestivo, colagogo y carminativo). El aceite esencial obtenido de los frutos ("manteca de laurel") se usaba tradicionalmente para el tratamiento de inflamaciones osteoarticulares y pediculosis.

### Otros usos
Se utiliza como planta ornamental en jardinería. La madera es muy dura y se ha empleado en Granada, España, para trabajos de taracea y marquetería, tradición artesanal árabe que ha sido heredada y mantenida en algunas zonas como el Albaicín.

## Toxicidad
Como sucede igualmente en otras especias, la ingesta de hojas de laurel en exceso llega a ser tóxica.
Si su uso es moderado, el laurel no es tóxico.
La dermatitis por contacto producida por L. nobilis es rara. Solo se han descrito algunos casos en aplicaciones cosméticas de aceite foliar, aunque los investigadores no descartan que pudiera deberse a algún otro compuesto de los productos.
Respecto a otras especies a las que se denomina también laurel, como el laurel-cerezo o laurel real (Prunus laurocerasus), y la adelfa (Nerium oleander), debe advertirse de que, pese a la homonimia, son especies tóxica la primera y extremadamente tóxica la segunda.

## Taxonomía
Laurus nobilis fue descrita por Carlos Linneo y publicada en Species Plantarum, vol. 1, p. 369, 1753.
Citología
Número de cromosomas: 2n=42,48.
Etimología
- Laurus: nombre genérico que es el nombre latino para el laurel.[9]
- nobilis: epíteto latino que significa «bien conocido, famoso».[10]

## Nombre común
Árbol de Apolo, aurel (8), aurelar, aurelero, aurero, auré, choriu, lauredo, laurel (62), laurel, laurel común (4), laurel de Apolo (2), laurel de Dafne, laurel del Mediterráneo, laurel hembra, laurel macho, laurel noble (3), laurel real, laurelal, laurelero, lauro, llaurer, llorea, llorel, lloreo (2), lloreolo, loreda, loredo, lorel (2), lorelero, loreto (2), loureiro (2), orel. Entre paréntesis, la frecuencia de uso del vocablo en España.

## Historia y etimología
Laurel es el origen de los vocablos castellanos «laureado» y «bachiller», este último del latín  baccalaureatus, donde aparece laureatus, que ha recibido los «laureles» de su título académico.
La planta de laurel fue considerada en la antigua Grecia una planta consagrada al dios Apolo, porque según la leyenda, la ninfa Dafne se transformó en ella para huir del dios que la siguió y así el mismo Apolo, proclamó esta planta consagrada a su culto y señal de gloria para ponerla sobre el jefe de los vencedores.
[cita requerida]
La adivinación mediante hojas de laurel se llama Dafnomancia.